# 王彦立
王彦立（1913年—1993年），土家族，四川酉阳（现重庆酉阳）人，中华人民共和国政治人物，四川省人大常委会原副主任，中华全国工商业联合会执行委员会原常务委员，第三、五、六、七届全国人大代表。
其弟为国军少将王彦明